# Eduard Ellmann-Eelma
Eduard Ellmann-Eelma (* 7. April 1902 in Sankt Petersburg; † 16. November 1941 in Kirow) war ein estnischer Fußballspieler der Zwischenkriegszeit. Er spielte 58 Mal für das estnische Fußballteam und erzielte dabei 21 Tore. Dieser estnische Torrekord wurde erst im Jahr 2002 von Indrek Zelinski gebrochen. Ellman-Eelma debütierte am 23. Juli 1921 gegen Schweden. Mit der Nationalmannschaft spielte er bei den Olympischen Sommerspielen 1924 in Paris. Die meiste Zeit seiner Karriere spielte er für Tallinna JK. Bis 1935 blieb er in der Nationalmannschaft von Estland.
Ellman-Eelma wurde im Juni 1941 in Tallinn verhaftet, zum Tode verurteilt und starb im November desselben Jahres in einem Gefängnis in Kirow.